# 목극등
푸차 묵덩(만주어: ᡶᡠᠴᠠ
ᠮᡠᡴᡩᡝᠩ Fuca Mukdeng, 한국 한자: 富察穆克登 부찰 목극등, 1664년 ~ 1735년)은 푸차 하라(富察氏, 만주어: ᡶᡠᠴᠠ
ᡥᠠᠯᠠ Fuca Hala) 출신으로 만주 양황기인(鑲黃旗人, 만주어: ᡴᡠᠪᡠᡥᡝ
ᡤᡡᠰᠠ
ᡤᡡᠰᠠᡳ
 ᠨᡳᠶᠠᠯᠮᠠ Kubuhe Suwayan Gūsai Niyalma)이다.
1664년, 기린 우라갸(烏喇街, 만주어: ᡤᡳᡵᡳᠨ
ᡠᠯᠠ
ᡤᡳᠶᠠᡳ Girin Ula Giya)에서 출생하였다. 1712년, 국경이 불명확하던 장백산(長白山, 만주어: ᡤᠣᠯᠮᡳᠨ
ᡧᠠᠩᡤᡳᠶᠠᠨ
ᠠᠯᡳᠨ Golmin Šanggiyan Alin) 지구를 조사하여 장군봉(將軍峰, 2,750m)과 대연지봉(大臙脂峰, 2,360m) 사이로, 천지에서 남동쪽으로 약 4km 떨어져 있는 해발 2,150m 고지(高地)에 백두산정계비를 세웠다.

## 생애
묵덩은 1664년, 청 제국의 길림 우라갸(烏喇街, 만주어: ᡠᠯᠠ
ᡤᡳᠶᠠᡳ Ula Giya)에서 출생하였다. 1684년, 강희제의 시위(侍衛, 만주어: ᡥᡳ‍᠌‍᠌ᠶᠠ Hiya)로 임명됐고, 1698년, 눈강(嫩江, 만주어: ᠨᡡᠨ
ᡳ
ᡠᠯᠠ Nūn i Ula) 유역 및 다싱안링산맥과 샤오싱안링산맥 일대 용흥지지(龍興之地)에 거주하는 에벤키족·다우르·오로촌족·시버족·나나이족(赫哲) 등을 총칭하는 타생(打牲, 만주어: ᠪᡠᡨᡥᠠ Butha) 부락의 행정사무를 관리하는 업무를 담당하면서 청 제국의 황실·궁정에서 필요로 하는 동북지구의 특산물인 동주·심황어(鱘鰉魚)·송자(松子)·봉밀(蜂蜜)·인삼 등을 전문적으로 처리하는 타생오랍총관아문의 총관(總管, 만주어: ᡝᠠᠯ‍ᡳᠸ‍ᡳ
ᠪᡠᡨᠠᠨᠠᡥᠠ
ᡠᡥᡝᠷᡞ
ᡩᠠ Alifi Butanaha Uheri Da)이 되었다. 그의 탁월한 성적에 의해 타생오랍총관은 5품관에서 3품관으로 승격되었다.
강희제는 백두산을 만주족의 발상지로 여겨 관심을 가지고 있었고, 1677년에는 백두산을 장백산지신(長白山之神, 만주어: ᡤᠣᠯᠮᡳᠨ
ᡧᠠᠩᡤᡳᠶᠠᠨ
ᠠᠯᡳᠨ
ᡳ
ᡝᠨᡩᡠᡵᡳ Golmin Šanggiyan Alin i Enduri)에 봉하여 내대신 우머너(吳木訥, 만주어: ᡠᠮᡝᠨᡝ Umene)로 하여금 제를 지내도록 하기도 하였다. 이후 강희제는 전국적인 지리지 편찬 사업을 추진하면서 백두산 지구에 대한 자체적인 지리 조사와 더불어 조선에 대해 사계(査界)를 비공식적으로 계속 요구하였다.
1710년 조선인 이만지 일행이 월경하여 청국민을 살해하고 재물을 갈취했는데, 1711년, 강희제는 월경 청국민 살해 및 재물 강취사건 조사단에 묵덩을 포함시켰는데 목극등은 봉황성으로 가서 이 사건을 조사하지 않고, 북경으로 갔다가, 그 뒤에 북경으로부터 성경(盛京)을 거쳐 다시 봉황성으로 갔었다. 이러한 행보는 전적으로 북경으로 가서 강희제로부터 밀지를 받고, 장백산 지구의 측회작업을 순조롭게 진행하기 위해서 마테오 리파(Matteo Ripa, 馬國賢) 신부에게 서양의 측회기술을 훈련받은 것으로 보인다. 하지만, 조선 정부는 묵덩에게 조선 경내로 들어가는 것을 불허했고, 이후 묵덩이 황제의 밀지를 내보여서야 비로소 입국을 허가했지만, 조선 숙종은 암암리에 관원에게 지시하여 묵덩을 길이 험한 폐사군으로 안내하였고, 마침내 목극등 일행이 만포 일대에 이르렀을 때, 그들은 더 이상 나아갈 수 없게 되어 북경에 연락을 취하자, 강희제는 이를 중단시킴으로써 묵덩 일행은 자신들이 거쳐갔던 강산만을 도면으로 그려서 가져갔다.
1712년, 강희제는 예부에 명하여 조선 정부에 공문을 보내어 합동으로 장백산 지구의 변계를 조사하자는 내용으로 정식 자문을 보내어 협조를 당부했고, 이에 따라 묵덩은 접반사 박권 및 함경감사 이선부 등과 혜산진에서 회동한 뒤, 접반사 군관 이의복(李義復), 순찰사 군관 조태상(趙台相), 거산찰방(居山察訪) 허량(許樑), 나난만호(羅暖萬戶) 박도상(朴道常), 역관(譯官) 김응헌(金應瀗)·김경문(金慶門) 등과 함께 백두산을 조사하였다.
조사 이후 묵덩은 백두산 천지 동남쪽 4㎞, 해발 2,200m 지점에 백두산정계비를 세웠다. 정계비의 비면(碑面)에는 위쪽으로 대청(大淸)이라 적고 그 밑에 "오라총관 목극등이 황제의 뜻을 받들어 변경을 답사해 이곳에 와서 살펴보니, 서쪽은 압록이 되고, 동쪽은 토문이 되므로 분수령 위에 돌에 새겨 기록한다. 강희 51년 5월 15일(烏喇摠管 穆克登, 奉旨査邊, 至此審視, 西爲鴨綠, 東爲土門, 故於分水嶺上, 勒石爲記, 康熙 五十一年 五月十五日)"이라 명기하고, 또 수행원의 성명도 함께 기록한 뒤, 이후 두만강을 계속 따라 내려가면서 28일 경원부(慶源府)에서 외교문서인 자문(咨文)을 조선측에 전달하였고, 다시 두만강을 따라 내려가면서 30일 경흥부(慶興府)에서 유숙한 후, 6월 1일 두리산(斗里山) 정상에 올라 두만강이 바다에 들어가는 것을 확인하였다. 곧 아산진(阿山鎭)에서 유숙하였고, 6월 2일 경원부에서 외교문서인 정문(呈文)을 수령하고, 3일 두만강을 건너 청 제국으로 귀환했다.
이듬 해, 정사(正使) 두등시위(頭等侍衛, 만주어: ᡠᡷᡠ
ᡷᡝᡵᡤᡳ
ᡥᡳ‍᠌‍᠌ᠶᠠ Uju Jergi Hiya) 아제도(阿齊圖), 흠천감의 정9품 관원 오관사력(五官司曆) 등과 함께 조서 1통, 어장(御杖) 1쌍, 흠차패(欽差牌) 2면(貳面), 회피 숙정패(回避肅靜牌) 4면(四面), 황산(黃傘) 2자루를 가지고 조선에 방문하여 조선의 지도를 요구했던 것으로 보이며, 비변사에서 수석 역관을 통하어 두루말이식으로 된 지도족자(地圖簇子)를 받고, 지리에 대한 논의 끝에 귀국하였다. 여담으로 이때 조선은 오관사력에게 관상감(觀象監)의 관원 허원(許遠)을 시켜 천체의 운동 관측기구인 의기(儀器)와 계산방식인 산법(算法)을 배우게 하였는데, 허원은 의주까지 따라가서 그 기술을 다 배웠다고 한다.
1719년, 길림부도통(吉林副都統, Girin Meiren-i Ejen)에 제수되었고, 이듬해, 길림 오라가의 팔기병전봉통령(八旗兵前鋒統領)에 제수되었다. 1732년에는 신강(新疆)으로 출병하여 알타이 지방 일대를 수비하였으며, 내무대신에 임명되었다. 1735년에 과로사하여, 옹정제는 그를 광록대부(光祿大夫)로 추서했다.